# زمار
زمار (به عربی: زمار) یک شهر در عراق است که در استان نینوا واقع شده‌است. جمعیت این شهر را  مردم کرد تشکیل می دهند که اکثر آنها به کشاورزی مشغول هستند. گندم محصول اصلی این منطقه است.